# Tau Orionis
Tau Orionis (τ Orionis, förkortat Tau Ori, τ Ori) som är stjärnans Bayer-beteckning, är en ensam stjärna belägen i den sydvästra delen av stjärnbilden Orion. Den har en skenbar magnitud på 3,58 och är synlig för blotta ögat där ljusföroreningar ej förekommer. Baserat på parallaxmätning inom Hipparcosuppdraget på ca 6,6 mas, beräknas den befinna sig på ett avstånd på ca 490 ljusår (ca 152 parsek) från solen. 

## Nomenklatur
Enligt Richard H. Allen var Tau Orionis, tillsammans med Beta Eri, Lambda Eri och Psi Eri, Al Kursiyy al Jauzah, "The Central One's Chair" (eller "Footstool"). Enligt stjärnkatalogen i The Technical Memorandum 33-507 - A Reduced Star Catalog Containing 537 Named Stars. var Al Kursiyy al Jauzah namn på tre stjärnor: Beta Eri som Cursa, Psi Eri som Al Kursiyy al Jauzah I och Lambda Eri som Al Kursiyy al Jauzah II, med undantag för Tau Orionis.

## Egenskaper
Tau Orionis är en blå till vit jättestjärna av spektralklass B5 III. Den har en massa som är ca 6,2 gånger större än solens massa, en radie som är ca 5,4 gånger större än solens och utsänder från dess fotosfär ca 930 gånger mera energi än solen vid en effektiv temperatur av ca 10 800 K.
Tau Orionis har tre visuella följeslagare: Tau Orionis B av magnitud 11,0 med en vinkelseparation av 33,30 bågsekunder vid en positionsvinkel på 251°, Tau Orionis C av magnitud 10,9 separerad med ca 3,80 bågsekunder och Tau Orionis D av magnitud 10,9 separerad med 36,0 bågsekunder från Tau Orionis vid en positionsvinkel på 51°, år 2011.